# Grup aril
|  | Aquest article tracta sobre un concepte de química orgànica. Si cerqueu el terme botànic, vegeu «Aril». |

El grup aril, en el context de les molècules orgàniques de la química, és qualsevol grup funcional o substituent derivat d'un hidrocarbur aromàtic (el seu símbol és  Ar). Els hidrocarburs que no contenen anells aromàtics es classifiquen com compostos alifàtics.
Un grup aril, Ar de forma abreujada, és el grup aromàtic que resulta d'abstreure un àtom d'hidrogen de l'anell aromàtic. El grup fenil, Ph, és el grup aril més senzill i deriva del benzè. (C₆H₅). El grup tolil, CH₃C₆H₄, deriva del toluè (metilbenzè). El grup aril genèric (Ar) seria l'equivalent del grup alquil genèric, que està simbolitzat per R.
L'Arilació és simplement qualsevol procés en el qual un grup aril s'adjunta a un substrat.

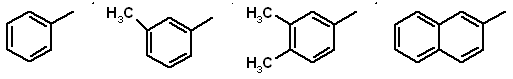
Una mostra de grups aril, d'esquerra a dreta fenil, tolil, o-xilil, naftil.